# Аврам Винавер
Аврам Јосиф Винавер (Варшава, 1862 — Ђевђелија, 24. август 1915) био је српски лекар пољског јеврејског порекла, по завршетку студија медицине 1887. у Кракову настанио се 1890. у Шапцу.

## Биографија
Родио се у Пољској, у јеврејској породици. У Варшави је завршио основно, средње образовање и студије медицине у Кракову. Др Аврам Винавер је захваљујући свом познанству са Вилхемом Рендгеном зачетник радиологије у Србији. Био је ожењен Ружом и њихов син је познати српски писац, ерудита и преводилац Станислав Винавер.

### Пријатељство са Рендгеном
Према званичним подацима први рендген снимак направљен у Србији је снимак шаке краља Петра I Карађорђевића из 1908. године, али постоје докази да су први снимци прављени неколико година раније у Шапцу у ординацији др Винавера. Наиме др Винавер био је пријатељ са Вилхемом Рендгеном, проналазачем Х-зрака и творцем прве рендгенске цеви. Њихово пријатељство је изродило сарадњу која је омогућила становницима Шапца да се сликају на стаклу и пре краља и пре Београђана. Набавио је 1897. први рендген апарат у Србији, у Шапцу.

### Први светски рат
У Првом светском рату био је управник III резервне болнице у Ваљеву. Заробљен је од стране окупационе аустроугарске војске и као војно лице, мајор, осуђен на смрт. Историјски догађаји који су потом уследили, Колубарска битка и брзо напредовање српске војске приморали су окупаторе на панично повлачење те казна није извршена.

### Борба са пегавим тифусом и смрт
Борио се против пегавог тифуса који се проширио у пандемијским размерама, па је и сам оболео. Успео је да преболи ову смртоносну болест, али је остао превише исцпрљен. Због слабости умро је од маларије у Ђевђелији 1915. По сопственој жељи сахрањен је у заједничкој гробници.
О његој борби са тифусом и бризи за пацијенте његов син Станислав написао је песму: Др Аврам Винавер, која припада поетском циклусу: Ратни другови.